# OpenHPI
openHPI ist eine webbasierte Plattform für E-Learning, auf der kostenlose und frei zugängliche Massive Open Online Courses (MOOCs) zu Themen aus dem Bereich Informationstechnologie angeboten werden. openHPI wird vom Hasso-Plattner-Institut für Digital Engineering (HPI) in Potsdam entwickelt und betrieben. Die Kurse auf openHPI folgen einem zwei- bis sechswöchigen Zeitplan. Innerhalb einer Kurswoche können die Lernenden örtlich und zeitlich flexibel auf die Kursmaterialien zugreifen, Lernvideos ansehen, Verständnisfragen in kurzen Selbsttests beantworten sowie sich im Diskussionsforum austauschen. Die Leistung wird in bewerteten wöchentlichen Hausaufgaben und einer Abschlussprüfung erfasst. Teilnehmer, die mindestens 50 % der Gesamtpunktzahl erreichen, erhalten am Ende des Kurses einen Leistungsnachweis. Durch eine Anmeldung zu einer Online-Aufsicht (mit Hilfe einer Webcam), besteht die Möglichkeit ein qualifiziertes Zertifikat zu erhalten. Das qualifizierte Zertifikat soll geeignet sein, um sich im Studium bis zu 2 ECTS Punkte anrechnen zu lassen.
Eine App für Android-Mobilgeräte, iPhones oder iPads ermöglicht das Lernen auch unterwegs. Bei den Kursinhalten handelt es sich meist um Adaptionen aus dem Curriculum des Präsenzstudiums am HPI, die speziell für die Verwendung in der Online-Umgebung aufbereitet und angereichert werden. Die Kurssprache ist je nach Kurs Deutsch oder Englisch.
Im Rahmen des KI-Campus wurde 2019 angekündigt, dass die Plattform „als Open-Source-Lösung bedarfsgerecht adaptiert und allen Akteuren zur Verfügung gestellt“ wird. Seit Dezember 2021 steht der Quellcode der openHPI Lernplattform unter einer Open-Source-Lizenz (AGPL).

## Geschichte
Die Plattform startete 2012 und war damit Vorreiter für das MOOC-Format in Deutschland. Der erste angebotene Kurs hatte „In-Memory Data-Management“ zum Thema und wurde vom Gründer des HPI, Hasso Plattner angeboten. 2017, fünf Jahre nach Start der Plattform, konnte openHPI 400.000 Kursteilnahmen verzeichnen. Die Kursthemen umfassen unter anderem folgende Bereiche:
- Big Data and AI
- Cloud and Operating Systems
- Cybersecurity
- Digital Health
- Enterprise Computing
- Fundamentals
- Internet
- Professional Skills
- Programming
- Quantum Computing

## Technische Aspekte
Die openHPI-Plattform basierte zunächst auf dem verbreiteten Learning Management System (LMS) Canvas, wobei ein überarbeitetes Front-End verwendet und weitere Anpassungen vorgenommen wurden. Die Erfahrungen mit den ersten Kursen zeigten jedoch, dass ein solcher technischer Kern wenig geeignet ist, um eine Lernumgebung für potenziell zigtausende Kursteilnehmer zu skalieren. Deshalb wurde eine komplett neue Plattform im Sinne einer serviceorientierten Architektur (SOA) entwickelt, die eine bessere Skalierbarkeit sowie Flexibilität hinsichtlich der Integration weiterer Features erlaubt. Das Streaming der Kursvideos erfolgt im Hintergrund über den Anbieter Vimeo. Der in die Plattform integrierte Video-Player erlaubt das synchrone Abspielen zweier Video-Quellen, z. B. die Aufzeichnung einer Vorlesung zusammen mit den dazugehörenden Präsentationsfolien. 2015 wurde die openHPI-Plattform um CodeOcean erweitert, eine am Hasso-Plattner-Institut entwickelte Programmierplattform, die als Open-Source-Lösung verfügbar ist. Durch sie ist das Programmieren direkt im Browser möglich. Sie wurde unter anderem in den openHPI-Kursen „Java für Einsteiger“, „Web Technologies“ und „Spielend Programmieren lernen“ eingesetzt. Seit 2017 ist auf openHPI der Open Mode verfügbar, welcher es ermöglicht, einige der Lernvideos auch ohne Nutzerkonto anzuschauen. Dieses wird erst notwendig, wenn Lerner bestimmte Aktionen ausführen wollen, z. B. eine Prüfung ablegen oder ins Forum posten.

## Partner-Plattformen
2013 stellte das Hasso-Plattner-Institut (HPI) für SAP SE die erste Enterprise MOOC Plattform openSAP zur Verfügung, auf der sich Mitarbeiter, Kunden und die Allgemeinheit zu verschiedenen Themen weiterbilden können. 2015 kam mit mooc.house eine White-Label-Plattform zur HPI-Plattform-Familie hinzu, welche es Unternehmen, Institutionen und Privatpersonen erlaubt, selbst Onlinekurse anzubieten. Die Nationale Akademie der Technikwissenschaften (acatech) nutzt mooc.house beispielsweise, um Bewusstsein für Themen wie Industrie 4.0 oder maschinelles Lernen zu schaffen. Seit 2017 nutzt die Weltgesundheitsorganisation (WHO) eine weitere Instanz der HPI-Plattform: Mit der Wissensplattform OpenWHO schult die WHO ihre eigene Mitarbeiter sowie freiwillige Helfer für den Fall einer Epidemie und versorgt sie mit wichtigen Informationen für die Arbeit in Krisengebieten.